# Aspidosperma
Aspidosperma is een geslacht uit de maagdenpalmfamilie (Apocynaceae). De soorten komen voor van Mexico tot in tropisch Zuid-Amerika.

## Soorten
- Aspidosperma album (Vahl) Benoist ex Pichon
- Aspidosperma araracanga Marc.-Ferr.
- Aspidosperma auriculatum Markgr.
- Aspidosperma australe Müll.Arg.
- Aspidosperma brasiliense A.S.S.Pereira & A.C.D.Castello
- Aspidosperma camporum Müll.Arg.
- Aspidosperma capitatum L.O.Williams
- Aspidosperma carapanauba Pichon
- Aspidosperma castroanum A.C.D.Castello
- Aspidosperma centrale Markgr.
- Aspidosperma confertiflorum A.C.D.Castello
- Aspidosperma crypticum J.F.Morales & N.Zamora
- Aspidosperma cuspa (Kunth) S.F.Blake ex Pittier
- Aspidosperma cylindrocarpon Müll.Arg.
- Aspidosperma dardanoanum J.W.Alves-Silva
- Aspidosperma darienense Woodson ex Dwyer
- Aspidosperma decussatum Woodson
- Aspidosperma desmanthum Benth. ex Müll.Arg.
- Aspidosperma discolor A.DC.
- Aspidosperma dispermum Müll.Arg.
- Aspidosperma duckei Huber
- Aspidosperma eburneum Allemão ex Saldanha
- Aspidosperma ellipsocarpum Duarte
- Aspidosperma eteanum Markgr.
- Aspidosperma excelsum Benth.
- Aspidosperma fendleri Woodson
- Aspidosperma flaviflorum Machate
- Aspidosperma formosanum Duarte
- Aspidosperma gehrtii Handro
- Aspidosperma gilbertii Duarte
- Aspidosperma glaucum Monach.
- Aspidosperma helstonei Donsel.
- Aspidosperma heringeri Duarte
- Aspidosperma huberianum A.S.S.Pereira
- Aspidosperma illustre (Vell.) Kuhlm. & Piraja
- Aspidosperma inundatum Ducke
- Aspidosperma leucocymosum Kuhlm.
- Aspidosperma limae Woodson
- Aspidosperma macrocarpon Mart.
- Aspidosperma macrophyllum Müll.Arg.
- Aspidosperma marcgravianum Woodson
- Aspidosperma megalocarpon Müll.Arg.
- Aspidosperma megaphyllum Woodson
- Aspidosperma multiflorum A.DC.
- Aspidosperma myristicifolium (Markgr.) Woodson
- Aspidosperma nanum Markgr.
- Aspidosperma neblinae Monach.
- Aspidosperma nemorale Handro
- Aspidosperma nigricans Handro
- Aspidosperma nobile Müll.Arg.
- Aspidosperma oblongum A.DC.
- Aspidosperma obscurinervium Azambuja
- Aspidosperma olivaceum Müll.Arg.
- Aspidosperma pachypterum Müll.Arg.
- Aspidosperma parvifolium A.DC.
- Aspidosperma pichonianum Woodson
- Aspidosperma polyneuron Müll.Arg.
- Aspidosperma pyricollum Müll.Arg.
- Aspidosperma pyrifolium Mart.
- Aspidosperma quebracho-blanco Schltdl.
- Aspidosperma quirandy Hassl.
- Aspidosperma ramiflorum Müll.Arg.
- Aspidosperma reductum (Hassl.) Woodson
- Aspidosperma resonans H.J.Will. & Goyder
- Aspidosperma riedelii Müll.Arg.
- Aspidosperma rigidum Rusby
- Aspidosperma rizzoanum Scudeler & A.C.D.Castello
- Aspidosperma salgadense Markgr.
- Aspidosperma sandwithianum  Markgr.
- Aspidosperma schultesii Woodson
- Aspidosperma spruceanum Benth. ex Müll.Arg.
- Aspidosperma steinbachii Markgr.
- Aspidosperma steyermarkii Woodson
- Aspidosperma subincanum Mart.
- Aspidosperma tambopatense A.H.Gentry
- Aspidosperma thomasii Marc.-Ferr.
- Aspidosperma tomentosum Mart.
- Aspidosperma triternatum Rojas Acosta
- Aspidosperma ulei Markgr.
- Aspidosperma williamii Duarte

Aganonerion · 
Acokanthera · 
Adenium · 
Aganosma · 
Allamanda · 
Alstonia · 
Alyxia · 
Amalocalyx · 
Anodendron · 
Apocynum .
Asclepias · 
Baharuia · 
Baissea · 
Beaumontia ·
Caralluma · 
Carissa · 
Catharanthus · 
Cerbera · 
Ceropegia (lantaarnplanten) · 
Chonemorpha · 
Cleghornia · 
Cynanchum · 
Dewevrella ·
Dischidia ·
Ditassa  ·
Echites · 
Elytropus · 
Epigynum · 
Eucorymbia · 
Forsteronia · 
Hoodia · 
Hoya · 
Hylaea · 
Huernia · 
Ichnocarpus · 
Ixodonerium · 
Kopsia · 
Landolphia · 
Lhotzkyella · 
Macroditassa · 
Mandevilla · 
Manothrix · 
Margaretta · 
Marsdenia · 
Matelea · 
Melinia ·
Melodinus  · 
Merrillanthus · 
Metaplexis · 
Metastelma · 
Microdactylon · 
Microloma · 
Miraglossum · 
Mitostigma · 
Morrenia · 
Motandra · 
Nautonia · 
Neoschumannia · 
Nephradenia · 
Notechidnopsis · 
Odontadenia · 
Odontanthera · 
Oncinema · 
Oncostemma · 
Ophionella · 
Orbea · 
Orbeanthus · 
Orbeopsis · 
Orthanthera · 
Orthosia · 
Oxypetalum · 
Oxystelma · 
Pachycarpus · 
Pachycymbium · 
Pachypodium · 
Papuechites · 
Parameria · 
Parapodium · 
Parepigynum · 
Parsonsia · 
Pectinaria · 
Pentacyphus · 
Pentarrhinum · 
Pentasachme · 
Pentastelma · 
Pentatropis · 
Peplonia · 
Pergularia · 
Periglossum · 
Petopentia · 
Pherotrichis · 
Philibertia · 
Piaranthus · 
Pleurostelma · 
Plumeria · 
Pseudolithos · 
Quaqua · 
Quisumbingia · 
Raphistemma · 
Raphionacme · 
Rauvolfia · 
Rhyncharrhena · 
Rhyssolobium · 
Rhyssostelma · 
Rhytidocaulon · 
Riocreuxia · 
Rojasia · 
Sarcolobus ·
Sarcostemma · 
Schistogyne · 
Schistonema · 
Schubertia · 
Secamone · 
Secamonopsis · 
Seutera · 
Sindechites · 
Sisyranthus · 
Solenostemma · 
Sphaerocodon · 
Stapelia · 
Stapelianthus · 
Stapeliopsis · 
Stathmostelma · 
Stenomeria · 
Stenostelma · 
Stigmatorhynchus · 
Schizozygia · 
Tacazzea · 
Tectiphiala · 
Trachelospermum · 
Urceola · 
Vallariopsis · 
Vinca (maagdenpalm) · 
Vincetoxicum (engbloem)